# Karl Maas
Karl Maas (geb. am 13. November 1885 in Winnweiler; gest. am 6. März 1955 in Frankfurt am Main) war ein westpfälzischer Fußballpionier, Amtsrichter sowie Opfer des Nationalsozialismus. Er prägte die Anfangsjahre des 1. FC Kaiserslautern entscheidend mit und wurde auf Grund der Nürnberger Gesetze von den Nationalsozialisten verfolgt.

## Leben

### Berufliche Karriere
Karl Maas wurde 1885 als Sohn des jüdischen Kaufmannes Moritz Maas geboren. 1912 startete er seine berufliche Karriere als Rechtsanwalt beim Landgericht Kaiserslautern. Im Ersten Weltkrieg diente er als Unteroffizier der 3. Kompanie des Bayerischen 8. Infanterieregiments. Für seine Dienste erhielt er das Ehrenkreuz für Frontkämpfer. Er geriet in Kriegsgefangenschaft und wurde erst 1920 aus dieser entlassen. Im Februar des gleichen Jahres gelang es ihm, beruflich als Amtsanwalt bei den Gerichten Homburg und Amtsgericht Waldmohr wieder Fuß zu fassen. Im Mai 1921 wurde er Amtsrichter am Amtsgericht Kaiserslautern und im März 1930 wurde er zum Amtsgerichtsrat befördert.

### Sportliche Karriere
Bereits 1910 wurde Maas Schriftführer im ein Jahr zuvor gegründeten Fußballverein Kaiserslautern 1900 (FVK 1900). Dieses Amt übte er bis 1914 aus. Daneben war er auch in anderen sportlichen Disziplinen gefragt. So war er Schiedsrichter bei den VIII. Nationalen leichtathletischen Wettkämpfen 1914 und war zusammen mit Georg Pöppl verantwortlich für die Errichtung zweier Tennisplätze. Nach dem Krieg war er in der Wettkampfleitung bei den Bezirkskampfspielen von 1921 und bei den XI. Nationalen olympischen Wettkämpfen auf dem Betzenberg 1922. Am 11. Juli 1925 wurde er außerdem vom Schwimmverein Poseidon in den Ehrenausschuss zum Nationalen Schwimmfest berufen.
Im FVK diente er 1928 und 1929 als kommissarischer Leiter der Fußballabteilung zusammen mit Karl Benz. Außerdem schrieb er mehrere Leitartikel für die Vereinszeitung des FVK Phönix. Seine Vereinskarriere endete mit der Machtergreifung durch die Nationalsozialisten. Uncharakteristisch für den nationalsozialistischen Umgang mit jüdischen Funktionären wurde sein Name nicht verschwiegen. So wurde er noch 1939 von Der Kicker, das damalige Zentralorgan für Fußball im NSRL als wichtiger Funktionär aus der Frühphase des 1. FC Kaiserslautern genannt.
Sein jüngerer Bruder Albert Maas war Mannschaftsarzt des FV Kaiserslautern und emigrierte 1936 in die vereinigten Staaten, wo er sich kurze Zeit später das Leben nahm.

### Verfolgung durch die Nationalsozialisten
Nach der Machtergreifung 1933 konnte er sein Amt als Richter nicht mehr ausüben. Als Frontkämpfer blieb er zwar zunächst von der Entlassung und Versetzung in den Ruhestand nach dem Gesetz zur Wiederherstellung des Berufsbeamtentums vom 7. April 1933 verschont, doch seine deutschnationale Gesinnung half ihn nicht vor der Verfolgung auf Grund der Nationalsozialistischen Rassenhygiene. Bereits am 10. März 1933 wurde er am Betreten des Gerichts gehindert. Zwar wurde er noch 1934 im Adressbuch der Stadt Kaiserslautern als Amtsgerichtsrat geführt, faktisch konnte er dieses Amt nicht mehr ausüben. Nach dem Reichsbürgergesetz 1935 wurde er am 31. Oktober 1935 beurlaubt und am 1. Januar 1936 in den Ruhestand versetzt.
Zusammen mit seiner Frau Liesel zog er nach Frankfurt am Main, wo er am 12. November 1938 nach der Reichskristallnacht festgenommen und ins KZ Buchenwald verschleppt wurde. Er kam aber wieder frei und konnte als Zwangsarbeiter in Fabriken und als Totengräber zunächst weiterarbeiten, da er in einer sogenannten „Mischehe“ lebte. Erst im Februar 1945 wurde er erneut festgenommen und ins Ghetto Theresienstadt verbracht. Dort wurde er am 10. Mai von der Sowjetarmee befreit.

### Nachkriegsjahre
Am 1. August 1945 begann er als Amtsgerichtsrat am Amtsgericht Frankfurt am Main seine Karriere im hessischen Justizdienst. Am 1. April 1946 wurde er zum Amtsgerichtsdirektor und am 7. September 1947 zum Amtsgerichtspräsidenten ernannt. In den Ruhestand ging er am 1. April 1951. Er starb fünf Jahre später am 6. März 1955 in Frankfurt am Main. Auch für den Fußballverein Eintracht Frankfurt engagierte er sich ehrenamtlich. Eine Ernennung zum Vereinspräsidenten verhinderte jedoch seine Ehefrau.

## Posthume Ehrung
Nach seinem Tod trat die Eintracht Frankfurt bei ihrem ersten Heimspiel geschlossen im Trauerflor an. Neben verschiedenen Nachrufen wurde er außerdem in Stefanie Zweigs autobiografischen Romanen als väterlicher Freund von Walter Redlich erwähnt. Erwähnungen finden sich unter anderem in Nirgendwo in Afrika (1995) und Irgendwo in Deutschland (1996).
In der Wolfsgangstraße 41 in Frankfurt am Main, wurde am 23. Oktober 2018 ein Stolperstein verlegt.